# Olha Korobka
Olha Vasylivna Korobka (ukrainska: Ольга Василівна Коробка), 7 december 1985, Bobrovytsia, Ukrainska SSR, Sovjetunionen, är en kvinnlig ukrainsk tyngdlyftare.
Vid sommar-OS 2008 vann hon en silvermedalj i +75 kg-klassen, med totalt 277 kg. Hon blev 7:e i +75 kg-klassen vid OS i Aten 2004.
Korobka är den nuvarande europeiska rekordhållaren i ryck med 133 kg, och i stöt med 164 kg. Den 18 april 2008, vann Korobka sitt tredje raka europamästerskap i +75 kg-klassen genom att lyfta 277 kg totalt (127 kg i ryck, 150 kg i stöd).
Korobka är 181 cm lång och väger runt 167 kg, hon var därmed den tyngsta deltagaren vid OS 2008 i Peking.